# UNIVAC II
UNIVAC II je počítač z roku 1958, který vznikl vylepšením staršího typu UNIVAC I, zejména zvětšením magnetické operační paměti z 1000 na 10000 slov, použitím páskové jednotky UNISERVO II, která používala pásku z umělé hmoty PET a byla kompatibilní se starými kovovými páskami pro UNIVAC I a použití tranzistorových obvodů (avšak stále to byl elektronkový počítač). UNIVAC II byl kompatibilní s již existujícími programy pro UNIVAC I jak z hlediska kódu programu, tak z hlediska uložených dat.

## Použité součásti
| Elektronky       | 5,200   |
| Typy elektronek  | 20      |
| Krystalové diody | 18,000  |
| Magnetická jádra | 184,000 |
| Transistory      | 1,200   |
| Počet skříní     | 4       |

Výše uvedená čísla jsou orientační a nezahrnují vstupně-výstupní zařízení.

## Programování a numerický systém
| Interní číselný systém         | Desítková binárně kódovaná čísla |
| Desítkových čísel na slovo     | 12                               |
| Desítkových čísel na instrukci | 6                                |
| Instrukcí na slovo             | 2                                |
| Dekódovatelné instrukce        | 54                               |
| Používané instrukce            | 54                               |
| Aritmetický systém             | Pevný bod                        |
| Typ instrukcí                  | Jednoadresní                     |
| Udávaná čísla jsou v rozmezí   | -1 až +1                         |

Desetinná čárka se nachází vpravo od znaménka.

## Aritmetická jednotka
| Konstrukce        | elektronky |
| Aritmetický režim | Sériový    |
| Časování          | Synchronní |
| Operace           | Sekvenční  |

|          | Včetně přístupu do paměti (mikrosekundy) | Bez přístupu do paměti (mikrosekundy) |
| Sčítání  | 160                                      | 120                                   |
| Násobení | 1,720                                    | 1,680                                 |
| Dělení   | 3,030                                    | 2,990                                 |

Časy pro sčítání, odčítání a násobení uvedené níže zahrnují načtení a vykonání instrukce. Tento čas zahrnuje také vytvoření výsledku v akumulátoru. Všechny instrukce jsou vykonávány s minimálním zpožděním.
|                                           | Průměrná operační rychlost (mikrosekundy) |
| Sčítání a odčítání                        | 200 (jedenáctimístná čísla)               |
| Násobení                                  | 1,900 (jedenáctimístná čísla)             |
| Dělení                                    | 3,700 (jedenáctimístná čísla)             |
| Porovnávání                               | 200 (dvanáctimístná čísla)                |
| Přenos (z paměti do registru nebo naopak) | 40/slovo + 80/instrukce                   |

## Magnetická operační paměť
| Kapacita        | 10,000 slov; 120,000 znaků                                                                            |
| Paměť           | 0000 - 1999                                                                                           |
| Doba přístupu   | Nula (Odkaz na volné místo začíná během "Time Outu")                                                  |
| Základní cyklus | 20 mikrosekund                                                                                        |
| Konstrukce      | 42 oddělených magnetických paměťových matic, každá z nich je 50 jednotek široká a 80 jednotek dlouhá. |

Všichni uživatelé využívají 2000 slov a 24000 číslic, paměťového prostoru magnetického operační paměti. Tento paměťový prostor je rozdělen na 42 rovin. Každá z rovin je rozdělena na dvě části, které mají rozměry 50 x 40 jader což dohromady dává 2000 jader v každé ze dvou částí roviny. Každá část roviny obsahuje jedno jádro – pro jednu binární pozici (bit) – každého z 2000 slov. Ta samá relativní binární pozice druhé poloviny slova je umístěna v paměťovém prostoru na stejném fyzickém místě, ale v jiné části roviny. Proto každá rovina obsahuje dvě binární pozice pro každé z 2000 slov; například první a čtyřicátou třetí nebo devátou a padesátou druhou. Ve skutečnosti je paměť kvádrem o rozměrech 7,25 palce x 10 palců x 12,25 palce.
Umístění v paměti tak pokaždé zahrnuje dvě jádra v každé ze 42 rovin. Tyto dvě jádra jsou určeny průnikem jednoho z 50 možných sloupců se dvěma řádky z 80 možných. V každé ze 42 rovin je jedno slovo uloženo dvakrát. Jednou je v rovině paměťového prostoru uložena první polovina slova a podruhé je uložena druhá polovina slova. Každá z obou polovin je uložena v jiné části roviny.
S pamětí je spojený vkládací registr poloviny slova, který má kapacitu 42-bitů. V průběhu odkazování se na paměť je každý bit dočasně uložen ve vkládacím registru magnetického jádra. Každé z registrů těchto jader je spojen s jednou ze 42 vrstev paměti. Když budeme zapisovat do paměti, první polovina slova se umístí do vkládacího registru a ten pomocí adresového voliče připraví příslušný sloupec a správný řádek v nejlepší části v jedné ze 42 rovin paměti. V tu chvíli jsou vkládaná data přenesena z vkládacího registru do vybrané části roviny paměti. Následně je druhá polovina slova vložena do vkládacího registru a celý proces se opakuje. Tato polovina slova je vložena do druhé části roviny paměti. Výstupy jsou realizovány stejným mechanizmem, ale v opačném směru. Rychlost paměti je závislá na rychlostí výpočetní částí UNIVACu, která povoluje vstup nebo výstup z paměti rychlostí 12 znaků za 40 mikrosekund.